# Cargolet pintat
El cargolet pintat (Pheugopedius maculipectus) és un ocell de la família dels troglodítids (Troglodytidae).
Habita garrigues i zones amb matolls a les terres baixes de Mèxic, des de l'est de Nuevo León, est de l'estat de San Luis Potosí i centre de Tamaulipas, cap al sud, pel vessant del Golf de Mèxic, incloent la Península de Yucatán, fins al nord-est de Costa Rica. Pel vessant del Pacífic a Chiapas, Guatemala i El Salvador.